# Francesco Guicciardini (homme politique)
Pour les articles homonymes, voir Guicciardini.
Francesco Guicciardini (Florence, 5 octobre 1851 - Florence, 1er septembre 1915) est un homme politique italien qui exerce les fonctions de maire de Florence et, au niveau national, de ministre des affaires étrangères et de ministre de l'Agriculture, de l'Industrie et du Commerce.

## Biographie
Né à Florence en 1851 dans la noble famille Guicciardini, Francesco est diplômé en droit de l'université de Pise et se consacre à la profession d'avocat dans les années 1970. Entre-temps, il entame également sa carrière publique, devenant conseiller municipal de Montopoli in Val d'Arno, dont il est ensuite maire (Sindaco) de 1875 à 1882. Dans cette fonction, il se consacre en particulier au problème de la diffusion de l'éducation et veille au redressement des finances de la municipalité, après les années d'administration d'Isidoro Falchi.
Entre-temps, il collabore avec divers cercles florentins, en particulier avec la rédaction de la "Rassegna Settimanale" aux côtés de Sidney Sonnino et de Pasquale Villari, développant un intérêt pour les questions financières et la situation agraire, qui caractérise plus tard son travail de député. Défenseur des positions centristes et admirateur de Quintino Sella, Guicciardini entre au Parlement en 1882, où il maintient une ligne de soutien constant aux gouvernements Depredis, si bien qu'entre 1884 et 1886, il se voit confier le poste de secrétaire général du ministère de l'Agriculture, de l'Industrie et du Commerce, chargé des problèmes liés au développement et à l'amélioration de la production agricole nationale.
À cette époque, ses convictions commencent à évoluer vers la gauche : il rencontre Giuseppe Zanardelli et Giovanni Giolitti et n'hésite pas à nouer des relations avec les radicaux qui le soutiennent en 1889 lorsqu'il devient maire de Florence. Par la suite, il soutient le premier gouvernement Giolitti, mais prend ses distances avec lui lorsque ce dernier est impliqué dans le scandale de la Banca Romana. Après son intermède florentin, il revient au Parlement en 1892 en tant que représentant de la circonscription de San Miniato. Dans les gouvernements di Rudinì II (10 mars 1896-11 juillet 1896) et II (11 juillet 1896-14 décembre 1897), il est ministre de l'Agriculture, de l'Industrie et du Commerce.
Après la mort de Zanardelli (1903), il se rapproche de Sonnino, avec qui il crée un groupe parlementaire d'opposition libérale-conservatrice à Giolitti, devenant ainsi le député du Centre le plus influent en Toscane. Il s'intéresse également de près à la politique étrangère et effectue de nombreux voyages en Méditerranée. Son expérience politique et ses connaissances dans ce domaine lui valent d'être appelé au ministère des affaires étrangères dans les deux brefs gouvernements dirigés par Sonnino, en 1906 (du 8 février au 29 mai 1906) et en 1909-1910 (du 11 décembre 1909 au 31 mars 1910). À la même époque, il prend la présidence de l'Accademia dei Georgofili, succédant à Ridolfi et représentant l'une des figures les plus éclairées de la noblesse terrienne toscane.
Dans les dernières années de sa vie, il évolue vers des positions nationalistes, soutenant l'invasion de la Tripolitaine. Il craint l'entrée de l'Italie dans la Première Guerre mondiale mais finit par voter en faveur de la proposition visant à accorder au roi des pouvoirs exceptionnels en cas de guerre. C'est le dernier acte de sa vie politique : il meurt à Florence le 1er septembre 1915.